# Малодівицька селищна територіальна громада
Малодівицька селищна територіальна громада — територіальна громада в Україні, у Прилуцькому районі Чернігівської області. Адміністративний центр — селище Мала Дівиця.
Площа громади — 238,65 км², населення — 4682 мешканці (2018).
Утворена 9 червня 2017 року шляхом об'єднання Малодівицької селищної ради та Великодівицької, Дмитрівської, Обичівської, Петрівської, Товкачівської сільських рад Прилуцького району.

## Населені пункти
До складу громади входять 1 селище (Мала Дівиця) і 11 сіл: Велика Дівиця, Дмитрівка, Заудайка, Міхновське, Новий Лад, Обичів, Петрівка, Радьківка, Світанкове, Товкачівка та Шевченка.

## Старостинські округи[2]
- Великодівицький (села Велика Дівиця, Петрівка)
- Дмитрівський (села Дмитрівка, Світанкове)
- Обичівський (села Обичів, Заудайка, Радьківка)
- Товкачівський (село Товкачівка)